# Ajuricaba
Ajuricaba es un municipio brasileño del estado de Río Grande del Sur.
Se encuentra ubicado a una latitud de 28º14'22" Sur y una longitud de 53º46'15" Oeste, estando a una altitud de 336 metros sobre el nivel del mar. Su población estimada para el año 2004 era de 7 508 habitantes.
Ocupa una superficie de 335,3 km².

## Historia
Con la emancipación de Ijuí, el día 12 de febrero de 1912, se dividió al municipio en tres distritos, uno de ellos era General Firmino. Con el tiempo el nombre fue cambiado al de Ajuricaba, pero recién en el año 1965 la ciudad fue separada de la de Ijuí.
El nombre de Ajuricaba es un homenaje al indio Ajuricaba, (Ajuri = reunión y Cauá = avispas, en lengua guaraní).
Entre los años 1706 y 1750 el Brasil pasaba por un régimen colonialista portugués que reclutaba a los indígenas para ser utilizados como mano de obra por medio de esclavos en la cosecha de cacao.
- Datos: Q413408
- Multimedia: Ajuricaba / Q413408